# Liste der Kulturdenkmäler in Hemelingen
In der Liste der Kulturdenkmäler in Hemelingen sind alle Kulturdenkmäler des Bremer Stadtteils Hemelingen aufgelistet.
Grundlage ist die vom Landesamt für Denkmalpflege Bremen (LfD) veröffentlichte Landesdenkmalliste. Die amtlichen Daten wurden direkt aus einem Export der Denkmaldatenbank beim LfD 
mit dem Stand von März 2025 übernommen.

## Hinweise
Weitere Erläuterungen zum Aufbau dieser Liste und zu ihrem Inhalt bietet die Seite Inhalte der Tabellen.
Die anklickbare Karte rechts leitet zu den Listen der anderen Stadtteile. Auf der Übersichtsseite befindet sich eine größere Karte.
Wichtig für Autoren:  Links zu Artikeln oder Architekten sowie Bilder oder Koordinaten der Objekte auch/nur in die Ergänzungsliste eintragen, da die Tabelle mittels Datentechnik erstellt wird. Änderungen in der Tabelle von Hand werden sonst beim nächsten Update überschrieben.
|  | Mit dem Bremer Express-Upload können Bilder mit automatischer Zuordnung zu den Objekten auf Commons hochgeladen werden. Bitte dazu auf das Kamera-Symbol in der jeweiligen Tabellenzeile klicken. Eine Kurzinformation bietet diese Projektseite. |

## Denkmalliste Hemelingen
| Objekt                                                      | Typ                                 | Baujahr              | Architekt/Künstler                                                 | Adresse                                                                         | Koordinaten Wikidata | Art? | Objekt-Nr.? | Bild |
| ----------------------------------------------------------- | ----------------------------------- | -------------------- | ------------------------------------------------------------------ | ------------------------------------------------------------------------------- | -------------------- | ---- | ----------- | ---- |
| St. Johann der Evangelist                                   | Kirche, Kirche ev.                  | um 1200 1719         | Dick, Georg                                                        | Arberger Heerstraße 69                                                          | Lage Q2319450        | ED   | 0088        |      |
| Arberger Windmühle                                          | Windmühle, Mühle, Galerieholländer  | 1803                 | Martens, Wilhelm / Bruns, Johann                                   | Arberger Heerstraße 90                                                          | Lage Q629621         | ED   | 0089        |      |
| Schule Auf der Hohwisch 61                                  | Schule, Volksschule                 | 1903                 | Weber, Hugo                                                        | Auf der Hohwisch 61, 62 Fährstraße 29                                           | Lage Q16003210       | ED   | 0096        |      |
| II. Evangelische Volksschule, Schule an der Brinkmannstraße | Schule, Volksschule                 | 1909 1931            | Ahlemann Bräutigam, Otto Conrad Friedrich Schultz-Walbaum, Theodor | Brinkmannstraße 40 Bösestraße, Hemelinger Heerstraße, Rüschstraße               | Lage Q41621275       | ED   | 0214        |      |
| Israelitischer Friedhof                                     | Friedhof                            | 1796                 |                                                                    | Deichbruchstraße o.N. (13) Alter Postweg                                        | Lage Q1716653        | GA   | 0294        |      |
| Rathaus Hemelingen                                          | Gemeindehaus, Rathaus               | 1906                 | Mackensen, Wilhelm                                                 | Rathausplatz 1                                                                  | Lage Q2132545        | ED   | 0421        |      |
| Alte Apotheke Hemelingen                                    | Apotheke, Apothekerwohnhaus         | 1889 1945–1947       | Ahlemann, Reinhard                                                 | Hemelinger Bahnhofstraße 15                                                     | Lage Q435370         | ED   | 0485        |      |
| Ev. Kirche und Pastorenhaus Hemelingen                      | Kirche, Kirche ev.-luth., Pfarrhaus | 1886–1890            |                                                                    | Westerholzstraße 17, 19                                                         | Lage Q41438418       | DG   | 1204        |      |
| Ev. Kirche Hemelingen                                       | Kirche, Kirche ev.-luth.            | 1888–1890            | Börgemann, Karl Maßler, Theodor                                    | Westerholzstraße 19                                                             | Lage Q41621332       | ED   | 1223        |      |
| Ev. Kirche Hemelingen, Pfarrhaus                            | Pfarrhaus                           | 1886                 |                                                                    | Westerholzstraße 17                                                             | Lage Q41621307       | BT   | 1206        |      |
| St. Godehard-Kirche und Pfarrhaus, St. Joseph               | Kirche, Kirche kath., Pfarrhaus     | 1899–1900, 1910–1911 | Wellermann, Friedrich / Frölich, Paul                              | Godehardstraße 23, 25                                                           | Lage Q41438476       | DG   | 1401        |      |
| St. Godehard-Kirche, St. Joseph                             | Kirche, Kirche kath.                | 1899–1900            | Wellermann, Friedrich / Frölich, Paul                              | Godehardstraße 23                                                               | Lage Q2318678        | ED   | 0425        |      |
| St. Godehard-Kirche, Pfarrhaus, St. Joseph                  | Pfarrhaus                           | 1910–1911            | Wellermann, Friedrich / Frölich, Paul                              | Godehardstraße 25                                                               | Lage Q41621409       | BT   | 1402        |      |
| Auferstehungskirche                                         | Kirche, Gemeindezentrum             | 1959                 | Schröck, Carsten Mitzlaff, Erhart                                  | Drakenburger Straße 42, 44, 46 Malerstraße 28, 30                               | Lage Q18286281       | ED   | 1893        |      |
| Wasserturm Am Wasserturm 10                                 | Wasserturm                          | 1913–1914            | Windschild / Langelott                                             | Am Wasserturm 10                                                                | Lage Q104414135      | ED   | 5407        |      |
| Silberwarenfabrik M. H. Wilkens, Söhne                      | Fabrik                              | ab 1858              | Bollmann, Diedrich                                                 | An der Silberpräge 5 Godehardstraße 5 Hemelinger Bahnhofstraße, Osenbrückstraße | Lage Q2576405        | ED   | 5408        |      |
| Schloss und Schlosspark Sebaldsbrück                        | Herrenhaus, Park                    | um 1843              |                                                                    | Schloßparkstraße 46                                                             | Lage Q123138083      | GA   | 5414        |      |
| Villenensemble der Familie Wilkens                          |                                     | um 1840 1876         |                                                                    | Hemelinger Bahnhofstraße 29 Godehardstraße 4                                    | Lage Q111666704      | DG   | 5443        |      |
| Villa Wilkens                                               | Wohnhaus                            | um 1840              |                                                                    | Hemelinger Bahnhofstraße 29                                                     | Lage Q111666715      | BT   | 5444        |      |
| Wohnhaus Wilkens                                            | Einfamilienhaus                     | 1876                 |                                                                    | Godehardstraße 4                                                                | Lage Q111666720      | BT   | 5445        |      |
| Wilkens-Park                                                | Gartenanlage                        | um 1840              |                                                                    | Hemelinger Bahnhofstraße 29 Godehardstraße 4                                    | Lage Q111666746      | BT   | 5446        |      |
| Ökumenisches Studentenwohnheim                              | Studentenwohnheim                   | 1961–1962            | Schröck, Carsten                                                   | Vahrer Straße 249                                                               | Lage Q126193383      | ED   | 2865        |      |

Anzahl der Objekte in Hemelingen: 22, davon mit Bild: 16 (73 %).